# Antsianaka pulchella
Antsianaka pulchella là một loài bọ cánh cứng trong họ Chrysomelidae. Loài này được Duvivier miêu tả khoa học năm 1891.